# Maksim Muchin
Maksim Andriejewicz Muchin (ros. Максим Андреевич Мухин, ur. 4 listopada 2001 w Togliatti) – rosyjski piłkarz grający na pozycji pomocnika w rosyjskim klubie CSKA Moskwa oraz w reprezentacji Rosji. Uczestnik Mistrzostw Europy 2020.

## Statystyki kariery
| Klub               | Sezon              | Liga               | Liga    | Liga   | Puchar kraju | Puchar kraju | Kontynentalne | Kontynentalne | Suma    | Suma   |
| Klub               | Sezon              | Poziom             | Występy | Bramki | Występy      | Bramki       | Występy       | Bramki        | Występy | Bramki |
| ------------------ | ------------------ | ------------------ | ------- | ------ | ------------ | ------------ | ------------- | ------------- | ------- | ------ |
| Kazanka Moskwa     | 2019/20            | PFL                | 2       | 1      | –            | –            | –             | –             | 2       | 1      |
| Kazanka Moskwa     | 2020/21            | PFL                | 6       | 0      | –            | –            | –             | –             | 6       | 0      |
| Kazanka Moskwa     | Łącznie            | Łącznie            | 8       | 1      | 0            | 0            | 0             | 0             | 8       | 1      |
| Lokomotiw Moskwa   | 2019/20            | Priemjer-Liga      | 0       | 0      | 0            | 0            | 0             | 0             | 0       | 0      |
| Lokomotiw Moskwa   | 2020/21            | Priemjer-Liga      | 10      | 0      | 4            | 0            | 1             | 0             | 15      | 0      |
| Lokomotiw Moskwa   | Łącznie            | Łącznie            | 10      | 0      | 4            | 0            | 1             | 0             | 15      | 0      |
| Łącznie w karierze | Łącznie w karierze | Łącznie w karierze | 18      | 1      | 4            | 0            | 1             | 0             | 23      | 1      |

## Sukcesy

### Klubowe
Lokomotiw Moskwa
- Zdobywca Pucharu Rosji: 2020/2021